# Möbel Märki-Bonanza
L'equip Möbel Märki-Bonanza va ser un equip ciclista suís de ciclisme en ruta que va competir professionalment de 1969 a 1977. Posteriorment va continuar participant en la modalitat de ciclocròs.

## Principals resultats
- Tour del Nord-oest de Suïssa: Eric Spahn (1971, 1972)

### A les grans voltes
- Giro d'Itàlia
  - 0 participacions

- Tour de França
  - 0 participacions

- Volta a Espanya
  - 0 participacions